# Рокланд (окръг, Ню Йорк)
Окръг Рокланд (на английски: Rockland County) е окръг в щата Ню Йорк, Съединени американски щати. Площта му е 515 km², а населението - 328 868 души (2017). Административен център е град Ню Сити.